# INSEE
INSEE, viết tắt của L'Institut national de la statistique et des études économiques (Viện Thống kê và Nghiên cứu Kinh tế Quốc gia) là một cơ quan nghiên cứu trực thuộc Bộ Tài chính-Kinh tế của Cộng hòa Pháp. Học viện này có trách nhiệm đề xuất cũng như kiểm soát các số liệu chính thức ban hành trong nước và toàn cầu của Pháp. Từ tháng 3 năm 2012, viện trưởng của INSEE là Jean-Luc Tavernier thay thế cho Jean-Philippe Cotis.